# Фенолио, Пьетро
Пьетро Фенолио (итал. Pietro Fenoglio; 3 мая 1865[…], Турин — 22 августа 1927, Корио, Пьемонт) — итальянский архитектор и инженер, один из пионеров итальянского модерна.
Уловив модные тенденции по развитию модерна в Италии на рубеже XIX—XX веков, в период, когда итальянские архитекторы искали национальный стиль Итальянской архитектуры, Пьетро воспользовался благоприятным экономическим временем, чтобы стать одним из самых ярких представителей модерна в северной Италии перед Первой мировой войной.

## Биография

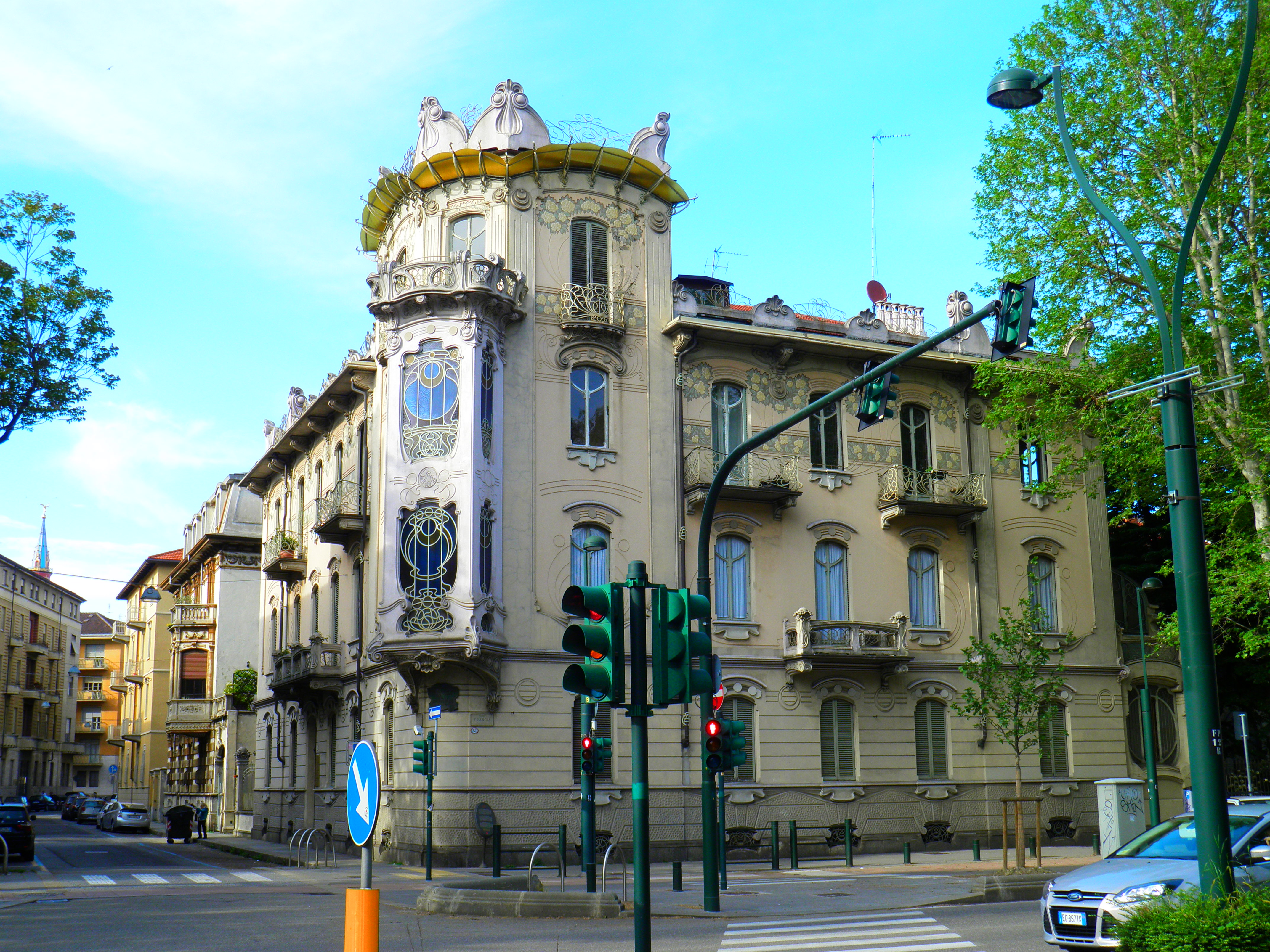
Собственный дом Фенолио, 1902 год

Фенолио родился в 1865 году в Турине. Его отец Джованни был администратором, а мать Джачинта была дочерью бывшего префекта коммуны Шамбери, который переехал в Турин после того, как Шамбери был аннексирован Францией по Туринскому договору в 1860 году.
После обучения по специальности гражданское строительство под руководством Карло Чеппи в Туринском политехническом институте, который он окончил в 1889 году он сначала работал в компании «Брайда, Боггио и Рейенд», а потом организовал собственную компанию. Его первые собственные заказы в 1890-х годах были выполнены в неоготическом стиле, напоминающего об исторических строительных традициях Пьемонта.
Однако, чувствуя тенденцию того времени, он впоследствии обратился к модерну, а после 1900 года стал ведущим архитектором этого стиля в Турине. В период быстрого экономического роста Италии у Фенолио было множество заказов, и благодаря этому, он стал чрезвычайно плодовитым архитектором, открыв свою собственную студию, где он спроектировал основные архитектурные образцы Итальянского варианта модерна — Либерти. В течение тринадцати лет он спроектировал и построил более трехсот вилл и дворцов, многие из которых были сосредоточены в районе Корсо Франча. Работы Фенолио были узнаваемыми благодаря использованию пастельных тонов в отделке фасадов, орнаменту, содержащему чередующие цветочные сюжеты и круглые геометрические элементы, а также благодаря широкому использованию бетонных конструкции в сочетании с элегантными декоративными элементами, выполненными из железа и стекла.
Фенолио был одним из организаторов международных выставок, проходивших в Турине 1902 и 1911 годах, а также активно участвовал в издательской деятельности, являясь одним из основателей и одновременно автором журнала «Итальянская архитектура модерна» (итал. L’architettura italiana moderna).

## Работы
Интенсивный всплеск строительной деятельности в Италии стал основой для ускорения Туринской промышленности и увеличению благосостояния финансовой буржуазии города. Все это способствовало тому, что Фенолио смог укрепить свое влияние, прежде всего как архитектор, но он также смог достичь успеха в финансовой сфере. Фенолио стал вице-президентом известной на тот момент компании Impresa Porcheddu, Società Anonima Cementi del Monferrato, партнером Accomandita Ceirano & Company и управляющим директором нового Banca Commerciale Italiana.

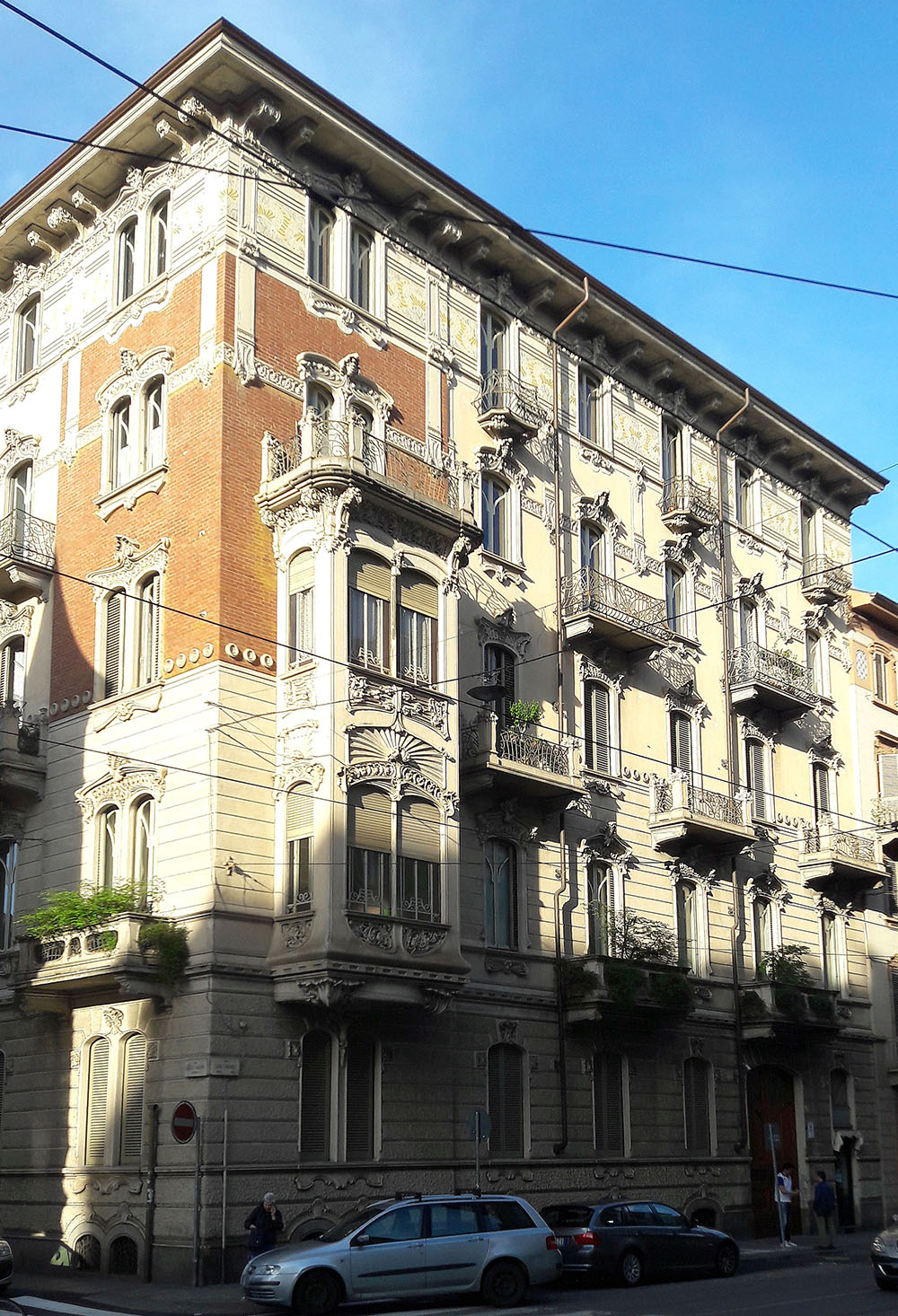
Каса Жирарди, многоквартирный дом на Виа Чибрарио в Турине.

Среди самых известных работ Фенолио — « Виллино Раби» (1901 г.); вилла Скотта (1902 г.), и его собственный дом Фенольо-Лафлер (1902 г.) — все эти проекты считаются наиболее значительными примерами Итальянского варианта модерна.
Другие здания, заслуживающие внимания — это дом Галатери, дом Росси-Галатери. Фенолио также был известен, как автор проектов многоквартирных домов: дом Рэя (1904 г.), дом Боффа-Коста (1904), дом Мачотта (1904), дом Балбиса (1905), дом Ина (1906), дом Гуэлпа (1907) и муниципальные дома на улице Марко Поло (1904), реализованные в сотрудничестве с архитекторами Викари и Молли. За пределами Пьемонта он спроектировал виллу Магно Магни в Канцо.
После 1904 года его работа в качестве архитектора распространилась не только на проектирование и постройку жилых объектов, но и на выполнение проектов промышленных объектов, для возрождающийся Итальянской промышленности, которая сочла Турин благоприятным местом для основания и размещения новых компаний в городе. Среди самых известных заказов промышленной архитектуры Фенолио — Conceria Fiorio (1900), Stabilimento Boero (1905), Fonderie Ballada (1906 г.), автомобильный завод Officine Diatto (1907) и здание первой итальянской пивоварни Bosio. & Caratsch с пристроенной усадьбой (1907 г.).
Благодаря приобретенному опыту в области проектирования промышленных объектов, Фенолио был доверен заказ на выполнение проекта деревни Леуманн — рабочего района Колленьо, где, помимо «Котонифисио Леуманн», он построил жилые дома, а также школу и церковь Санта-Элизабетта, одну из немногих в мире, выполненных в стиле модерн. В районе Монферрато вместе с инженером Джованни Антонио Порчедду он спроектировал завод для компании по производству фиброцемента Eternit di Borgo Ronzone.
Деятельность Фенолио не ограничивалась архитектурной деятельностью. Он также участвовал в политической жизни Италии, занимая должности члена городского совета и консультанта по разработке нового плана города, который был завершен в 1908 году
В 1912 году он вошел в совет директоров Banca Commerciale Italiana, а в 1915 году, когда тогдашний управляющий директор Отто Джоэл был снят со своей должности из-за немецкого происхождения, его сменил Фенолио совместно Джузеппе Теплицем. В 1917 году они совместно были избраны управляющими банка. В качестве управляющего банка Фенолио продолжал участвовать в выполнении архитектурных проектов, активно участвуя в расширении структуры банка и строительстве его филиалов, в том числе, в строительстве новой штаб-квартиры на площади Колонна в Риме, где он назначил молодого Марчелло Пьячентини руководителем работ. Пьячентини впоследствии стал одной из главных фигур в появлении рационалистической архитектуры, которая характеризовала следующие двадцать лет развития архитектуры в Италии.

## Основные работы

### Турин
Зона Центро

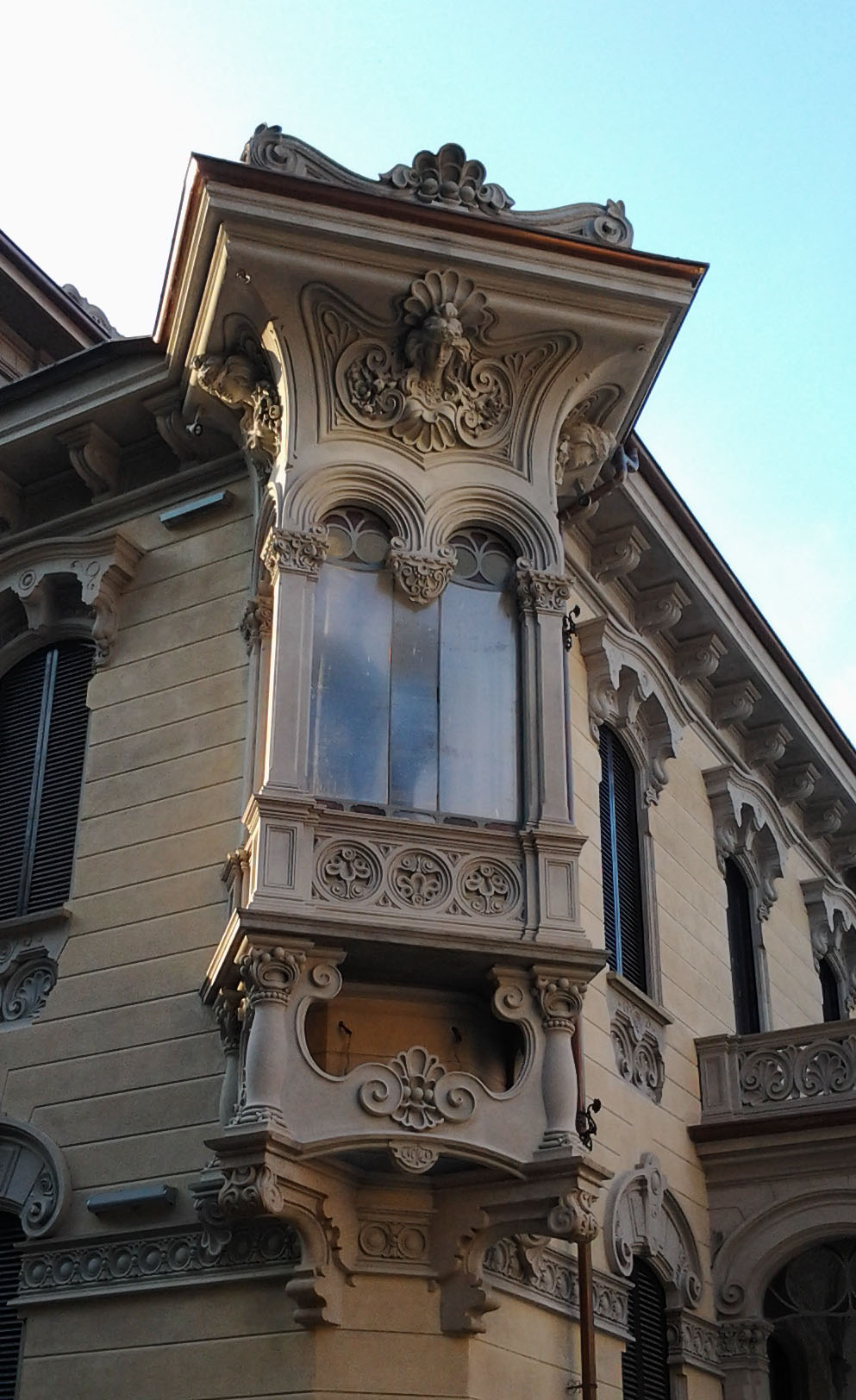
Эркерное окно Виллино Раби в Турине (1901 г.).

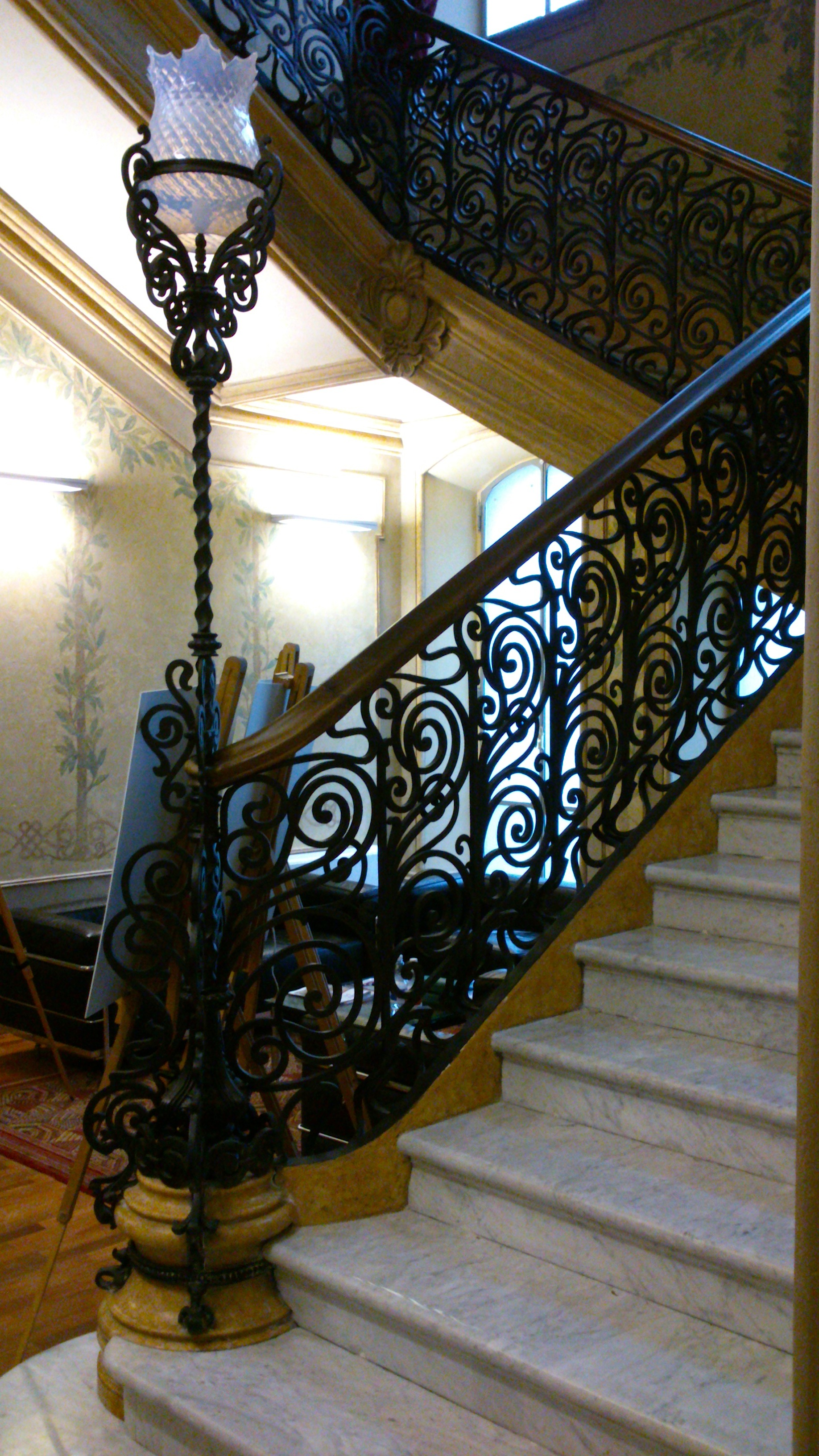
Лестница в Виллино Раби в Турине.

- Палаццина Росси Галатери (1903 г.);
- Дом Бальбиса (1905 г.);
- Дом Флорио (1907 г.).

Зона Франции (город Турин и Сан-Донато)
- Кожевенный завод Фиорио (1900 г.),
- Виллино Раби (1901 г.),
- Дом Фенолио-Лафлера (1902 г.),
- Дом Печчо (1902 г.),
- Бывшая пивоварня Метцгер (1903 г.),
- Дом Мачотто (1904 г.)
- Дом Ина (1906 г.),
- Дом Масино (1906 г.),
- Пивоварня Bosio & Caratsch (1907 г.),
- Дом Падрини (1900 г.).

Зона Крочетта
- Дом Гуэльпа (1903 г.),
- Дом Боффа-Коста (1905 г.), виа Де Зоннас 16
- Дом Безоцци (1896 г.),
- Дом Буззани (1897 г.),
- Дом Дебернарди (1903 г.),
- Дом Боффа-Коста (1901 г.), виа Сакки 28, угол с виа Леньяно,
- Дом Боффа-Коста (1903 г.), виа Папачино 6, угол с виа Ревель,
- Дом Беллия (1904 г.),
- Дом Дебернарди (1904 г.),
- Дом Перино (1904 г.),
- Дом Боффа-Коста-Магнани (1905 г.),
- Дом Рэя (1906 г.),
- Муниципальные дома на улице Марко Поло (1907 г.)

Зона Сан Паоло
- Здание бывшей компании Diatto Anonymous (1905 г.),

Зона Аврора
- Бывшие офисы компании Grandi Motori (1899 г.),
- Здание бывшей фабрики Fabbrica nazionale Carte da Parati già Barone Ambrogio e figlio (1906—1908)[23],
- Здание бывших литейных заводов Ballada (1906 г.)[24].

Зона Норд (Боргата Виттория)
- Кожевенный завод Боэро (1905 г.).

Зона коллинаре (Борго По)
- Вилла Скотт (1902 г.),

### Савона
- Вилла Дзанелли (1907 г.) (совместно с Гуттардо Гуссони)